# سیستم دانشگاه ایلینوی
سیستم دانشگاه ایلینویز سیستمی از دانشگاه‌های دولتی در ایلینویز است که از سه دانشگاه شیکاگو، اسپرینگفیلد و اوربانا-شامپین تشکیل شده‌است. سیستم دانشگاه ایلینویز بیش از ۹۴۰۰۰ دانشجو ثبت نام می‌کند. بودجه عملیاتی آن در سال ۲۰۲۱ حدود ۷٫۱۸ میلیارد دلار بوده‌است.
بنیاد دانشگاه ایلینویز آژانس رسمی جمع‌آوری کمک‌های مالی و هدایای سیستم دانشگاه ایلینویز است. در سال ۲۰۱۷، این بنیاد بزرگ‌ترین و بلند پروازانه‌ترین طرح جمع‌آوری کمک مالی خود را با هدف جمع‌آوری ۳٫۱ میلیارد دلار در طول پنج سال برای حمایت از دانشجویان، اساتید، برنامه‌ها و امکانات دانشگاهی و تحقیقاتی اعلام کرد.